# Бои за Барановичи (1919)
Бои за Барановичи (польск. Bitwa pod Baranowiczami) — бои в марте — апреле 1919 года польских войск с частями Красной Армии в начальный период советско-польской войны.
В феврале 1919 года наступавшие польские войска вступили в боевое соприкосновение с частями Красной Армии. Началась так и не объявленная советско-польская война. В середине февраля польско-советский фронт утвердился вдоль реки Щара. Барановичи были крупным железнодорожным узлом, контроль за которым позволял любой занимавшей его армии легко перебрасывать войска в четырёх направлениях.
Первая попытка если не захватить город, то дезорганизовать советские войска была предпринята 17 марта силами четырёх эскадронов, которые, пройдя через Сенявку, Городище и Новую Мышь и разрушая ж/д полотно и мосты, напали на станцию Барановичи и захватили её, что вызвало панику в тылах советских войск. Удержать такими малыми силами Барановичи поляки не могли, и 20 марта экспедиционная группа вернулась за Щару.
В марте 1919 года польское командование спланировало наступление на Вильно. В план также входило демонстрационное нападение на Барановичи, Лиду и Новогрудок. Эти действия были призваны отвлечь внимание командования советской Западной дивизии от главного направления удара, которым было виленское направление. Задача по захвату Барановичей и Новогрудка была поручена генералу Адаму Мокшецкому. В его распоряжении было девять пехотных батальонов, 3-й и 9-й уланские полки, кавалерийская группа майора Домбровского и три артиллерийские батареи. Поляки наступали концентрически с четырёх сторон. Советские подразделения (4-й Варшавский полк, 2-й Люблинский полк; 3 тысячи штыков и сабель) располагались на широком фронте и не всегда могли поддержать друг друга.
13 апреля началось польское наступление, но после трех дней тяжелых боев оно было остановлено у реки Мышанки, так как не хватало боеприпасов. Прибывший на фронт 10-й Минский полк отбросил группу полковника Паславского из Адамова. В этой ситуации командир Литовско-Белорусской дивизии генерал Станислав Шептицкий усилил группу генерала Мокшецкого пехотным батальоном, татарским кавалерийским отрядом и артиллерийской батареей.
18 апреля поляки возобновили атаки при поддержке двух бронепоездов. Несмотря на то что наступление на Новую Мышь провалилось, на участке вдоль ж/д фронта поляки достигли Узног, а группа Домбровского пересекла Мышанку, вошла в брешь и начала маневр в обход Барановичей с юго-востока. 19 апреля были захвачены Столовичи севернее Баранович, и поляки перерезали дорогу на Минск. Исход боев определила смелая атака 10-го уланского полка, который атаковал отступающие обозы, вызвав панику в тылу частей, оборонявших город.